# Copa América 1945
Copa América 1945 – osiemnaste mistrzostwa kontynentu południowoamerykańskiego, odbyły się w dniach 14 stycznia – 28 lutego 1945 roku po raz czwarty w Chile (była to edycja specjalna turnieju, rozgrywana poza oficjalną kolejnością). Reprezentacje: Paragwaju i Peru wycofały się, a na turnieju zadebiutowała Kolumbia co spowodowało, że w turnieju grało siedem zespołów. Grano systemem każdy, z każdym, a o zwycięstwie w turnieju decydowała końcowa tabela.

## Uczestnicy

### Argentyna
| Zawodnik                    | Klub                                                               |
| --------------------------- | ------------------------------------------------------------------ |
| Fernando Bello              | CA Independiente                                                   |
| Mario Emilio Heriberto Boyé | Boca Juniors                                                       |
| Bartolomé Colombo           | San Lorenzo de Almagro                                             |
| Vicente de la Mata          | CA Independiente                                                   |
| Rodolfo Justo de Zorzi      | Boca Juniors                                                       |
| Enrique Espinoza            | Atlanta Buenos Aires                                               |
| Armando Farro               | CA Banfield po pierwszym meczu przeszedł do San Lorenzo de Almagro |
| Juan José Ferraro           | CA Vélez Sarsfield                                                 |
| Alfredo Fogel               | Rosario Central                                                    |
| Félix Loustau               | River Plate                                                        |
| Rinaldo Fioramonte Martino  | San Lorenzo de Almagro                                             |
| Norberto Doroteo Méndez     | CA Huracán                                                         |
| Juan Carlos Muñoz           | River Plate                                                        |
| Nicolás Palma               | Estudiantes La Plata                                               |
| Manuel Pelegrina            | Estudiantes La Plata                                               |
| Angel Perucca               | Newell's Old Boys Rosario                                          |
| Natalio Agustín Pescia      | Boca Juniors                                                       |
| René Alejandro Pontoni      | San Lorenzo de Almagro                                             |
| Héctor Ricardo              | Rosario Central                                                    |
| José Salomón                | Racing Club de Avellaneda                                          |
| Oscar Carlos Sastre         | CA Independiente                                                   |
| Carlos Adolfo Sosa          | Boca Juniors                                                       |
| Roberto Yebra               | Rosario Central                                                    |
| trener: Guillermo Stábile   |                                                                    |

### Boliwia
| Zawodnik              | Klub               |
| --------------------- | ------------------ |
| Alberto Acha          | Club The Strongest |
| Vicente Arraya        | Feroviario La Paz  |
| Exequiel Calderón     | ?                  |
| Raúl Fernández        | ?                  |
| Zenón González        | ?                  |
| Gorostiaga            | ?                  |
| Manuel Gutiérrez      | ?                  |
| Ruperto Inchausti     | ?                  |
| Donato Medrano        | ?                  |
| Severo Orgaz          | ?                  |
| Walter Orozco         | ?                  |
| Adrián Ortega         | ?                  |
| Miguel Peredo         | ?                  |
| Cleto Prieto          | ?                  |
| Nicolás Prieto        | ?                  |
| Hernán Rojas          | ?                  |
| Roque Romero          | ?                  |
| Martín Saavedra       | ?                  |
| Armando Tapia         | ?                  |
| Trener: Julio Borelli |                    |

### Brazylia
| Zawodnik                        | Klub                    |
| ------------------------------- | ----------------------- |
| ADEMIR Marques de Menezes       | CR Vasco da Gama        |
| ALFREDO dos Santos              | CR Vasco da Gama        |
| Pelegrino Adelmo BEGLIOMINI     | SC Corinthians Paulista |
| BIGUÁ – Moacir Cordeiro         | CR Flamengo             |
| Domingos DA GUÍA                | SC Corinthians Paulista |
| DANILO Alvim                    | América Rio de Janeiro  |
| DJALMA Bezerra dos Santos       | CR Vasco da Gama        |
| HELENO de Freitas               | Botafogo FR             |
| JAIME DE ALMEIDA                | CR Flamengo             |
| JAIR Rosa Pinto                 | CR Vasco da Gama        |
| JORGINHO – Jorge Ceciliano      | América Rio de Janeiro  |
| NEWTON Canegal                  | CR Flamengo             |
| NORIVAL Pereira da Silva        | Fluminense FC           |
| OBERDAN Catani                  | SE Palmeiras            |
| RUI Campos                      | São Paulo FC            |
| SERVÍLIO de Jesús               | SC Corinthians Paulista |
| TESOURINHA – Osmar Fortes       | SC Internacional        |
| VEVÉ – Everaldo Paes de Lima    | CR Flamengo             |
| ZIZINHO – Tomás Soares da Silva | CR Flamengo             |
| Trener: Flávio COSTA            |                         |

### Chile
| Zawodnik                   | Klub                      |
| -------------------------- | ------------------------- |
| Juan Alcántara             | Audax Italiano            |
| Benito Armingol            | Unión Española            |
| Carlos Ataglich            | Badminton Santiago        |
| Florencio Barrera          | Deportes Magallanes       |
| Miguel Busquets            | Club Universidad de Chile |
| Mario Castro               | Santiago Morning          |
| Guillermo Clavero          | Everton Viña del Mar      |
| Armando Contreras          | CSD Colo-Colo             |
| Atilio Cremaschi           | Unión Española            |
| Francisco Hormazábal       | CSD Colo-Colo             |
| Víctor Klein               | Santiago Morning          |
| Francisco Las Heras        | Deportes Magallanes       |
| Sergio Roberto Livingstone | CD Universidad Católica   |
| Desiderio Medina           | Santiago National         |
| José Pastene               | CSD Colo-Colo             |
| Manuel Piñeiro             | Audax Italiano            |
| Humberto Roa               | Audax Italiano            |
| Jorge Vásquez              | CSD Colo-Colo             |
| Erasmo Vera                | Santiago Morning          |
| Trener: Francisco Platko   |                           |

### Kolumbia
| Zawodnik                 | Klub |
| ------------------------ | ---- |
| Andrés Acosta            | ?    |
| Humbero Arbeláez         | ?    |
| Antonio Julio De La Hoz  | ?    |
| Lancáster De León        | ?    |
| Roberto Gámez            | ?    |
| Luis González Rubio      | ?    |
| Rafael Granados          | ?    |
| Isidro Joliani           | ?    |
| Ricardo López            | ?    |
| Lucas Martinez           | ?    |
| Gabriel Mejía            | ?    |
| Marcos Mejía             | ?    |
| Roberto Meléndez         | ?    |
| Arturo Mendoza           | ?    |
| Juan Navarro             | ?    |
| Humberto Picalúa         | ?    |
| Juan Quintero            | ?    |
| Carlos Recio             | ?    |
| Fulgencio Berdugo        | ?    |
| Juan de Jesús Zapata     | ?    |
| Trener: Roberto Meléndez |      |

### Ekwador
| Zawodnik                  | Klub |
| ------------------------- | ---- |
| Pedro Acevedo             | ?    |
| Víctor Aguayo             | ?    |
| Luis Albán                | ?    |
| Guillermo Albornoz        | ?    |
| Enrique Alvarez           | ?    |
| Carlos Garnica            | ?    |
| Jorge Henríquez           | ?    |
| José María Jiménez        | ?    |
| Napoleón Medina           | ?    |
| Eloy Mejía                | ?    |
| José Mendoza              | ?    |
| Luis Mendoza              | ?    |
| Luis Montenegro           | ?    |
| Enrique Raymondi Chávez   | ?    |
| Víctor Suárez             | ?    |
| Francisco Villagómez      | ?    |
| Félix Leyton Zurita       | ?    |
| Trener: Rodolfo Orlandini |      |

### Urugwaj
| Zawodnik               | Klub                      |
| ---------------------- | ------------------------- |
| Juan José Carvidón     | Montevideo Wanderers      |
| Luis Ernesto Castro    | Club Nacional de Football |
| José Pedro Colturi     | CA Peñarol                |
| Nicolás Falero         | Central Montevideo        |
| Schubert Gambetta      | Club Nacional de Football |
| Atilio García          | Club Nacional de Football |
| José García            | Defensor Sporting         |
| Roque Gastón Máspoli   | CA Peñarol                |
| José María Ortiz       | CA Peñarol                |
| Raúl Pini              | Club Nacional de Football |
| Roberto Porta          | Club Nacional de Football |
| Agustín Prado          | CA Peñarol                |
| Juan Pedro Riephoff    | Rampla Juniors            |
| Juan Santiago          | Liverpool Montevideo      |
| Raúl Sarro             | Defensor Sporting         |
| Eusebio Ramón Tejera   | River Plate Montevideo    |
| Obdulio Jacinto Varela | CA Peñarol                |
| General Viana          | Club Nacional de Football |
| Bibiano Zapirain       | Club Nacional de Football |
| Trener: José Nasazzi   |                           |

## Mecze

### Chile–Ekwador
| CHILE – EKWADOR 6:3 (3:2) |
| --- |
| 14 stycznia 1945, Santiago, Estadio Nacional (widzów 65 000) |
| Sędzia: José Bartolomé Macías |
| CHILE: Livingstone – Barrera, Klein – Las Heras, Hormazábal, Ataglich – Pińeiro, Clavero, Alcántara, Contreras (Vera), Medina                                          |
| EKWADOR: Medina – Henríquez, Zurita – L.Mendoza, Alvarez, Mejía – J.Mendoza, Jiménez, Raymondi Chávez, Aguayo, Acevedo                                                 |
| Bramki: 1:0 Alcántara 28, 2:0 Vera 29, 2:1 Raymondi Chávez 30, 2:2 Jiménez 44, 3:2 Hormazábal 45, 3:3 L.Mendoza 51, 4:3 Alcántara 59, 5:3 Clavero 70, 6:3 Alcántara 81 |

### Argentyna–Boliwia
| ARGENTYNA – BOLIWIA 4:0 (2:0) |
| --- |
| 18 stycznia 1945, Santiago, Estadio Nacional (widzów 35 000)                                                                         |
| Sędzia: Humberto Reginatto |
| ARGENTYNA: Bello – Salomón, De Zorzi – Sosa, Perucca, Colombo – Muńoz, De la Mata (81 Farro), Pontoni (81 Ferraro), Martino, Loustau |
| BOLIWIA: Arraya – Achá, Rojas (N.Prieto) – Gutiérrez, Fernández, Calderón – González, Romero, Tapia, Orozco (Ortega), Orgaz          |
| Bramki: 1:0 Pontoni 10, 2:0 Martino 43, 3:0 Loustau 70, 4:0 De la Mata 75                                                            |

### Brazylia–Kolumbia
| BRAZYLIA – KOLUMBIA 3:0 (3:0) |
| --- |
| 21 stycznia 1945, Santiago, Estadio Nacional (widzów 60 000)                                                                                   |
| Sędzia: Nobel Valentini |
| BRAZYLIA: Oberdan – Domingos da Guía, Norival – Biguá, Rui, Jaime de Almeida – Tesourinha, Zizinho, Heleno (Servilio), Jorginho (Vevé), Ademir |
| KOLUMBIA: Acosta – G.Mejía, Martínez – Joliani (Picalúa), Quintero, De la Hoz – De León, Gámez, González Rubio, Berdugo, Mendoza               |
| Bramki: 1:0 Jorginho 13, 2:0 Heleno 15, 3:0 Jaime de Almeida 38                                                                                |

### Chile–Boliwia
| CHILE – BOLIWIA 5:0 (3:0) |
| --- |
| 24 stycznia 1945, Santiago, Estadio Nacional (widzów 70 000)                                                                            |
| Sędzia: Nobel Valentini |
| CHILE: Livingstone – Barrera, Vásquez – Las Heras, Pastene, Ataglich (Busquets) – Pińeiro, Clavero, Alcántara (Contreras), Vera, Medina |
| BOLIWIA: Arraya – Achá, N.Prieto – Gutiérrez, Fernández, Calderón – González, Ortega (Peredo), Tapia (Medrano), Orozco, Orgaz           |
| Bramki: 1:0 Clavero 13, 2:0 Clavero 27, 3:0 Clavero 39, 4:0 Alcántara 75, 5:0 Alcántara 79                                              |

### Urugwaj–Ekwador
| URUGWAJ – EKWADOR 5:1 (2:1) |
| --- |
| 24 stycznia 1945, Santiago, Estadio Nacional (widzów 70 000)                                                                   |
| Sędzia: Mário Silveira Vianna                                                                                                  |
| URUGWAJ: Máspoli – Pini, Tejera – Colturi, Varela, Viana – Castro, Ortiz, J.García (46 Riephoff), A.García, Porta              |
| EKWADOR: Medina – Henríquez, Zurita – L.Mendoza, Alvarez, Mejía – J.Mendoza, Jiménez, Raymondi Chávez (Albán), Aguayo, Acevedo |
| Bramki: 1:0 A.García 1, 2:0 Porta 28, 2:1 Aguayo 39, 3:1 A.García 60, 4:1 Varela 69, 5:1 A.García 83                           |

### Urugwaj–Kolumbia
| URUGWAJ – KOLUMBIA 7:0 (3:0) |
| --- |
| 28 stycznia 1945, Santiago, Estadio Nacional (widzów 28 000)                                                                                 |
| Sędzia: Mário Silveira Vianna |
| URUGWAJ: Máspoli – Pini, Prado – Colturi (63 Gambetta), Varela, Viana – Zapirain (60 Castro), Ortiz, A.García, Porta, Riephoff (30 J.García) |
| KOLUMBIA: Acosta – G.Mejía, Martínez (Joliani) – Picalúa, Quintero, De la Hoz – De León, Gámez, González Rubio, Berdugo (Recio), Mendoza     |
| Bramki: 1:0 A.García 22, 2:0 Riephoff 25, 3:0 J.García 37, 4:0 Ortiz 75, 5:0 J.García 80, 6:0 Porta 86, 7:0 A.García 89                      |

### Brazylia–Boliwia
| BRAZYLIA – BOLIWIA 2:0 (0:0) |
| --- |
| 28 stycznia 1945, Santiago, Estadio Nacional (widzów 28 000)                                                                                       |
| Sędzia: José Bartolomé Macías |
| BRAZYLIA: Oberdan – Domingos da Guía, Norival (Begliomini) – Biguá, Rui, Jaime de Almeida – Tesourinha, Zizinho, Servilio, Jorginho, Ademir (Jair) |
| BOLIWIA: Arraya – Achá, N.Prieto – Saavedra, Fernández, Calderón – González, Ortega, Medrano (Tapia (Inchausti)), Orozco, Orgaz                    |
| Bramki: 1:0 Ademir 48, 2:0 Tesourinha 80 |
| Uwagi: W 65 minucie meczu wyrzucony został z boiska boliwijski piłkarz Orgaz. Ostatnie 25 minut meczu Boliwia grała w dziesiątkę.                  |

### Chile–Kolumbia
| CHILE – KOLUMBIA 2:0 (1:0) |
| --- |
| 31 stycznia 1945, Santiago, Estadio Nacional (widzów 60 000)                                                                                         |
| Sędzia: José Bartolomé Macías |
| CHILE: Livingstone – Barrera, Vásquez (Roa) – Las Heras, Pastene, Busquets – Pińeiro, Clavero, Alcántara, Contreras (Cremaschi), Medina              |
| KOLUMBIA: Acosta – G.Mejía, Picalúa – Joliani, Quintero, De la Hoz – Meléndez, Gámez, González Rubio (Granados), Berdugo (Recio), Mendoza (Martínez) |
| Bramki: 1:0 Medina 29, 2:0 Pińeiro 35 |

### Argentyna–Ekwador
| ARGENTYNA – EKWADOR 4:2 (1:0) |
| --- |
| 31 stycznia 1945, Santiago, Estadio Nacional (widzów 60 000)                                                                        |
| Sędzia: Nobel Valentini |
| ARGENTYNA: Bello – Salomón, De Zorzi – Sosa, Perucca, Colombo – Boyé, De la Mata (62 Méndez), Pontoni, Martino, Pellegrina          |
| EKWADOR: Medina – Henríquez, Zurita (Villagómez) – L.Mendoza, Alvarez, Mejía – J.Mendoza, Jiménez, Raymondi Chávez, Aguayo, Acevedo |
| Bramki: 1:0 Pontoni 11, 2:0 De la Mata 50, 2:1 Aguayo 53, 2:2 J.Mendoza 62, 3:2 Martino 69, 4:2 Pellegrina 83                       |

### Argentyna–Kolumbia
| ARGENTYNA – KOLUMBIA 9:1 (6:0) |
| --- |
| 7 lutego 1945, Santiago, Estadio Nacional (widzów 60 000) |
| Sędzia: Nobel Valentini |
| ARGENTYNA: Ricardo – Salomón (57 Yebra), De Zorzi – Sosa, Perucca, Colombo – Boyé, Méndez, Pontoni (77 Ferraro), Martino (76 Farro), Loustau                    |
| KOLUMBIA: Acosta – G.Mejía, Picalúa – Granados, Quintero, De la Hoz – Zapata (Martínez), Gámez, Recio (González Rubio), Berdugo (Joliani), Mendoza              |
| Bramki: 1:0 Pontoni 3, 2:0 Pontoni 7, 3:0 Méndez 15, 4:0 Martino 27, 5:0 Méndez 39, 6:0 Boyé 41, 7:0 Loustau 50, 7:1 Mendoza 52, 8:1 Ferraro 80, 9:1 Ferraro 81 |

### Brazylia–Urugwaj
| BRAZYLIA – URUGWAJ 3:0 (3:0) |
| --- |
| 7 lutego 1945, Santiago, Estadio Nacional (widzów 60 000)                                                                                |
| Sędzia: José Bartolomé Macías |
| BRAZYLIA: Oberdan – Domingos da Guía, Begliomini – Biguá, Rui, Jaime de Almeida – Tesourinha, Zizinho, Heleno, Jair, Ademir              |
| URUGWAJ: Máspoli – Pini (46 Tejera), Prado – Gambetta, Varela, Viana – Zapirain, Ortiz, A.García (65 Falero), Porta, J.García (46 Sarro) |
| Bramki: 1:0 Heleno 8, 2:0 Rui 20, 3:0 Heleno 32                                                                                          |

### Boliwia–Ekwador
| BOLIWIA – EKWADOR 0:0 |
| --- |
| 11 lutego 1945, Santiago, Estadio Nacional (widzów 70 000)                                                                                    |
| Sędzia: Mário Silveira Vianna |
| BOLIWIA: Arraya – Achá, N.Prieto – Saavedra, Fernández, Calderón – González, Romero, Tapia (Inchausti), Orozco (Ortega), Orgaz                |
| EKWADOR: Medina – Henríquez, Zurita – L.Mendoza (Garnica), Alvarez, Mejía – J.Mendoza (Montenegro), Jiménez, Raymondi Chávez, Aguayo, Acevedo |

### Chile–Argentyna
| CHILE – ARGENTYNA 1:1 (1:0) |
| --- |
| 11 lutego 1945, Santiago, Estadio Nacional (widzów 70 000)                                                                               |
| Sędzia: Nobel Valentini |
| CHILE: Livingstone – Barrera, Vásquez – Las Heras, Pastene, Busquets – Pińeiro (Armingol), Clavero, Hormazábal, Vera (Contreras), Medina |
| ARGENTYNA: Ricardo – Salomón, De Zorzi – Sosa, Perucca, Colombo – Boyé (46 Muńoz), Méndez, Pontoni, Martino, Loustau                     |
| Bramki: 1:0 Medina 3, 1:1 Méndez 67 |

### Urugwaj–Boliwia
| URUGWAJ – BOLIWIA 2:0 (1:0)                                                                                           |
| --- |
| 15 lutego 1945, Santiago, Estadio Nacional (widzów 65 000)                                                            |
| Sędzia: Mário Silveira Vianna                                                                                         |
| URUGWAJ: Máspoli – Prado, Tejera – Gambetta, Sarro, Viana – Castro, Santiago, Falero, Porta, J.García                 |
| BOLIWIA: Arraya – Achá, N.Prieto – Saavedra, Fernández, Calderón – Inchausti, Romero, Medrano (Peredo), Orozco, Orgaz |
| Bramki: 1:0 Falero 26, 2:0 Porta 75                                                                                   |
| Czerwone kartki: Gambetta (57) / Achá, Saavedra                                                                       |

### Argentyna–Brazylia
| ARGENTYNA – BRAZYLIA 3:1 (3:1) |
| --- |
| 15 lutego 1945, Santiago, Estadio Nacional (widzów 65 000)                                                                                                   |
| Sędzia: Nobel Valentini |
| ARGENTYNA: Ricardo – Salomón, De Zorzi (30 Palma) – Sosa, Perucca, Colombo – Muńoz, Méndez (67 De la Mata), Pontoni, Martino (68 Farro), Loustau             |
| BRAZYLIA: Oberdan – Domingos da Guía, Begliomini (Newton) – Biguá, Rui, Jaime de Almeida (Alfredo II) – Tesourinha, Zizinho, Heleno (Servilio), Jair, Ademir |
| Bramki: 1:0 Méndez 14, 2:0 Méndez 20, 2:1 Ademir 32, 3:1 Méndez 40                                                                                           |

### Kolumbia–Ekwador
| KOLUMBIA – EKWADOR 3:1 (1:1) |
| --- |
| 18 lutego 1945, Santiago, Estadio Nacional (widzów 65 000)                                                                                |
| Sędzia: Nobel Valentini |
| KOLUMBIA: Acosta – G.Mejía, Martínez – Picalúa, Quintero, De la Hoz – Granados, Gámez, González Rubio (Recio (Berdugo)), De León, Mendoza |
| EKWADOR: Medina – Henríquez, Zurita – Garnica, Alvarez, Mejía – Montenegro, Jiménez, Raymondi Chávez, Aguayo, Acevedo (J.Mendoza)         |
| Bramki: 1:0 González Rubio 2, 1:1 Aguayo 4, 2:1 Gámez 64, 3:1 Berdugo 70                                                                  |

### Chile–Urugwaj
| CHILE – URUGWAJ 1:0 (1:0) |
| --- |
| 18 lutego 1945, Santiago, Estadio Nacional (widzów 65 000)                                                                                        |
| Sędzia: José Bartolomé Macías |
| CHILE: Livingstone – Barrera, Vásquez – Las Heras, Pastene (Ataglich), Busquets – Pińeiro, Clavero, Hormazábal, Contreras (Vera), Medina (Castro) |
| URUGWAJ: Máspoli – Prado, Tejera – Gambetta, Sarro, Viana – Castro (70 Ortiz), A.García, Zapirain, Porta, Riephoff (18 J.García)                  |
| Bramki: 1:0 Medina 8 |

### Boliwia–Kolumbia
| BOLIWIA – KOLUMBIA 3:3 (0:2) |
| --- |
| 21 lutego 1945, Santiago, Estadio Nacional (widzów 22 000)                                                                           |
| Sędzia: Juan Las Heras |
| BOLIWIA: Arraya (C.Prieto) – Achá, N.Prieto – Saavedra, Fernández (Inchausti), Calderón – Gutiérrez, González, Romero, Orozco, Orgaz |
| KOLUMBIA: Acosta – G.Mejía, Martínez – Picalúa, Quintero, De la Hoz – Granados, Gámez, González Rubio, Berdugo, Mendoza              |
| Bramki: 0:1 González Rubio 3, 0:2 Berdugo 7, 1:2 Fernández 57, 1:3 Gámez 67, 2:3 González 75, 3:3 Orgaz 80                           |

### Brazylia–Ekwador
| BRAZYLIA – EKWADOR 9:2 (5:1) |
| --- |
| 21 lutego 1945, Santiago, Estadio Nacional (widzów 22 000) |
| Sędzia: José Bartolomé Macías |
| BRAZYLIA: Oberdan – Domingos da Guía, Newton – Biguá, Rui, Alfredo II – Tesourinha (Jorginho), Zizinho, Heleno, Jair, Ademir                                               |
| EKWADOR: Medina (Suárez) – Henríquez (Villagómez), Zurita – L.Mendoza, Alvarez, Mejía – J.Mendoza, Jiménez, Albornoz, Aguayo, Acevedo                                      |
| Bramki: 1:0 Ademir 3, 2:0 Ademir 10, 3:0 Heleno 22, 4:0 Heleno 28, 5:0 Zizinho 40, 5:1 Aguayo 42, 5:2 Albornoz 49, 6:2 Zizinho 65, 7:2 Jair 67, 8:2 Jair 68, 9:2 Ademir 75 |

### Argentyna–Urugwaj
| ARGENTYNA – URUGWAJ 1:0 (0:0)                                                                                                |
| --- |
| 25 lutego 1945, Santiago, Estadio Nacional (widzów 75 000)                                                                   |
| Sędzia: Juan Las Heras |
| ARGENTYNA: Ricardo – Salomón, Palma – Sosa, Perucca, Colombo – Muńoz (77 Boyé), Méndez, Ferraro, Martino, Loustau            |
| URUGWAJ: Máspoli – Prado, Tejera – Varela, Sarro, Viana – Ortiz, A.García (80 Falero), Zapirain, Porta, J.García (65 Castro) |
| Bramki: 1:0 Martino 50 |

### Brazylia–Chile
| BRAZYLIA – CHILE 1:0 (1:0) |
| --- |
| 28 lutego 1945, Santiago, Estadio Nacional (widzów 80 000)                                                                                          |
| Sędzia: Nobel Valentini |
| BRAZYLIA: Oberdan – Domingos da Guía, Norival – Biguá, Danilo, Jaime de Almeida – Tesourinha (Djalma Bezerra), Zizinho, Heleno, Jair, Ademir        |
| CHILE: Livingstone – Barrera, Vásquez – Las Heras, Pastene, Busquets – Pińeiro (Armingol), Clavero, Hormazábal (Ataglich), Vera (Contreras), Medina |
| Bramki: 1:0 Heleno 20 |

## Podsumowanie

### Wyniki
Wszystkie mecze rozgrywano w Santiago na stadionie Nacional
| Chile     | 6 – 3 (3-2) | Ekwador   |
| Argentyna | 4 – 0 (2-0) | Boliwia   |
| Brazylia  | 3 – 0 (3-0) | Kolumbia  |
| Chile     | 5 – 0 (3-0) | Boliwia   |
| Urugwaj   | 5 – 1 (2-1) | Ekwador   |
| Urugwaj   | 7 – 0 (3-0) | Kolumbia  |
| Brazylia  | 2 – 0 (0-0) | Boliwia   |
| Chile     | 2 – 0 (2-0) | Kolumbia  |
| Argentyna | 4 – 2 (1-0) | Ekwador   |
| Argentyna | 9 – 1 (6-0) | Kolumbia  |
| Brazylia  | 3 – 0 (3-0) | Urugwaj   |
| Boliwia   | 0-0         | Ekwador   |
| Chile     | 1 – 1 (1-0) | Argentyna |
| Urugwaj   | 2 – 0 (1-0) | Boliwia   |
| Argentyna | 3 – 1 (3-1) | Brazylia  |
| Kolumbia  | 3 – 1 (1-1) | Ekwador   |
| Chile     | 1 – 0 (1-0) | Urugwaj   |
| Boliwia   | 3 – 3 (0-2) | Kolumbia  |
| Brazylia  | 9 – 2 (5-1) | Ekwador   |
| Argentyna | 1-0 (0-0)   | Urugwaj   |
| Chile     | 0 – 1 (0-1) | Brazylia  |

### Końcowa tabela
| Poz | Klub      | Mecze | Zw | Rem | Por | Pkt | BrZd | BrStr |
| --- | --------- | ----- | -- | --- | --- | --- | ---- | ----- |
| 1   | ARGENTYNA | 6     | 5  | 1   | 0   | 11  | 22   | 5     |
| 2   | BRAZYLIA  | 6     | 5  | 0   | 1   | 10  | 19   | 5     |
| 3   | CHILE     | 6     | 4  | 1   | 1   | 9   | 15   | 5     |
| 4   | URUGWAJ   | 6     | 3  | 0   | 3   | 6   | 14   | 6     |
| 5   | KOLUMBIA  | 6     | 1  | 1   | 4   | 3   | 7    | 25    |
| 6   | BOLIWIA   | 6     | 0  | 2   | 4   | 2   | 3    | 16    |
| 7   | EKWADOR   | 6     | 0  | 1   | 5   | 1   | 9    | 27    |

Osiemnastym triumfatorem turnieju Copa América został po raz siódmy zespół Argentyny.

### Strzelcy bramek
| Gole | Piłkarze |
| ---- | --- |
| 6    | Méndez Heleno |
| 5    | Ademir Alcántara A.García |
| 4    | Martino, Pontoni Clavero Aguayo |
| 3    | Medina Porta |
| 2    | De la Mata, Ferraro, Loustau Jair, Zizinho Gámez, González Rubio, Berdugo J.García |
| 1    | Boyé, Pellegrina Fernández, González, Orgaz Jaime de Almeida, Jorginho, Rui, Tesourinha Hormazábal, Pińeiro, Vera Albornoz, J.Mendoza, Jiménez, L.Mendoza, Raymondi Chávez Mendoza Falero, Ortiz, Riephoff, Varela |

### Sędziowie
| Mecze | Sędziowie             |
| ----- | --------------------- |
| 8     | Nobel Valentini       |
| 5     | José Bartolomé Macías |
| 4     | Mário Silveira Vianna |
| 2     | Juan Las Heras        |
| 1     | Humberto Reginatto    |